# Grškovićev odlomak apostola
Grškovićev odlomak apostola spada među najstarije sačuvane slavenske tekstove Apostola (Djela Apostolskih): Pisan je glagoljicom prijelaznog time, između makedonske oble i hrvatske uglaste. Na četiri je pergamentna lista veličine 15,5 × 21,7 cm, na kojima se nalaze neki dijelovi teksta Djela apostolskih.
Datira iz XII. stoljeća, a nastao je u području ist. Bosne, Zahumlja ili Zete, gdje se uglata glagoljica nije razvijala. Pismo je vrlo staro i blisko mak. spomenicima XI–XII. st., a grafemski odabir (npr. prevladavanje jorova na račun jerova) približuje se zapadnoj hrvatskoglagoljskoj praksi. Nekoliko se puta zamjenjuje prijedlog u i vъ, što upućuje na štokavsko područje nastanka.  Ta mješavina staroslavenskog i štokavizama upućuje na podrijetlo s istočnog ruba glagoljskog područja.
Odlomke je potkraj XIX. st. pronašao vrbnički kapelan Jerko Gršković u Vrbniku na Krku i po njemu se ovi fragmenti zovu. Čuva ih se u Zagrebu, u arhivu Hrvatske akademije znanosti i umjetnosti.

## Vanjske poveznice
- Tragom pisane baštine BIH  Arhivirana inačica izvorne stranice od 5. ožujka 2016. (Wayback Machine)